# Philine azorica
Philine azorica is een slakkensoort uit de familie van de Philinidae. De wetenschappelijke naam van de soort is voor het eerst geldig gepubliceerd in 1975 door Bouchet.